# Stiles Stilinski
Mieczysław "Stiles" Stilinski é um personagem fictício da série de televisão americana Teen Wolf. O personagem foi criado por Jeff Davis e interpretado por Dylan O'Brien. Na narrativa da série, Stiles é apresentado como o melhor amigo de Scott McCall (Tyler Posey), que o considera como seu irmão, bem como um membro de sua matilha. Stiles é muito inteligente, é mostrado logo no inicio da série quando ele descobre que Scott está se tornando um lobisomem e ajuda seu melhor amigo a se adaptar à sua nova vida. Stiles muitas vezes fornece alívio cômico para os eventos dramáticos da série.
Stiles é o confidente de Scott, ajudando o jovem lobisomem a lidar com os crimes e eventos sobrenaturais que assolam a cidade. A série faz alusão a ele ter transtorno de déficit de atenção e hiperatividade através de referências ao uso de Adderall, o que leva a seus gestos inquietos e agitação frequente. A ânsia e a natureza carinhosa de Stiles o colocam constantemente em perigo, no entanto, ele continua ajudando, apoiando e protegendo seus amigos sobrenaturais.
Stiles é um dos personagens mais bem desenvolvidos e com muitos destaques da série, e houve muita história de fundo e progresso para seu personagem ao longo do programa. O segredo em torno do verdadeiro primeiro nome de Stiles Stilinski foi prolongado por tanto tempo que se tornou um dos maiores mistérios e piadas mais antigas do programa.

## História
Ele nasceu em abril de 1995 sendo filho de Noah e Claudia Stilinski e cresceu em Beacon Hills, Califórnia. Quando criança, ele era incapaz de dizer corretamente seu nome de nascimento, Mieczysław (um nome masculino polonês pronunciado mee-chee-swahv); o mais próximo que ele conseguiu de uma pronúncia correta foi "Mischief", que se tornou um apelido que sua mãe começou a chamá-lo como resultado de sua natureza naturalmente travessa. Quando criança, a mãe de Stiles, Claudia, foi acometida de demência frontotemporal. Durante o tempo que ela suportou esta doença, Claudia sofreu delírios tão horríveis que ela teve a impressão de que Stiles estava tentando matá-la, apesar do fato de que ele era realmente apenas uma criança ansiosa preocupada com sua mãe. De acordo com a memória reprimida que Stiles experimentou em um flashback devido à leitura do romance The Dread Doctors de Gabriel Valack, Claudia até o atacou violentamente em pelo menos uma ocasião como resultado de sua demência, o que a levou a desenvolver um caso muito forte de paranoia e dissociação.
Claudia acabou morrendo enquanto estava sendo tratada no hospital, em uma tarde em que Stiles a visitava; ele infelizmente teve que suportar a experiência traumática sozinho devido ao fato de seu pai estar lidando com um caso de acidente de carro, pois Noah finalmente decidiu ficar até tarde para confortar uma mulher que estava morrendo como resultado do acidente. No funeral de Claudia, o pai de Stiles, Noah, viu o quanto Stiles estava de luto pela morte de sua mãe e assegurou-lhe que ele ainda o tinha, e sua perda mútua fez com que Stiles se tornasse incrivelmente próximo de Noah para se ajudarem a superar a morte de Claudia juntos. Depois, Stiles começou a ter ataques de ansiedade e ataques de sonambulismo, embora ele tenha superado isso por um tempo.
Quando ele tinha idade suficiente para começar a dirigir, seu pai lhe deu seu jipe, que havia pertencido à sua mãe, e que ela queria que ele tivesse quando ele tivesse idade suficiente para dirigi-lo. A primeira vez que ele o levou para passear de carro, ele caiu em uma vala e seu pai lhe entregou seu primeiro rolo de fita adesiva.

### Primeira temporada
Em "Wolf Moon", Stiles vai à casa de Scott McCall para informar seu melhor amigo sobre o corpo que o Departamento do Xerife do Condado de Beacon encontrou na floresta, especificamente o fato de que eles só encontraram metade dele. Eles então tentam  encontrar o corpo antes que o xerife Stilinski, o encontre primeiro. Stiles acaba sendo pego por seu pai e forçado a ir para casa, enquanto Scott, que havia parado para tentar encontrar seu inalador perdido, conseguiu encontrar a outra metade do corpo feminino morto antes de ser atacado e mordido por um lobisomem alfa. No dia seguinte, após o treino de lacrosse, Scott e Stiles voltam para a floresta para mais uma vez tentar encontrar o inalador perdido de Scott enquanto Stiles o questiona sobre o que causou seu ótimo desempenho durante o treino mais cedo, e Stiles deduz que a condição de Scott tem haver com "licantropia". No dia seguinte, antes do treino de lacrosse, Stiles correu até Scott para informá-lo sobre os mais recentes desenvolvimentos no caso do assassinato, ou seja, que o departamento do xerife achava que a mulher havia sido morta por um lobo.
Em "Second Chance at First Line", Scott se transforma totalmente e tenta atacar Stiles, que, sem opções, agarrou o extintor de incêndio próximo e pulveriza Scott com ele para transformá-lo de volta à forma humana. Mais tarde, no episódio, ele descobre a identidade da vítima – Laura Hale, irmã mais velha de Derek Hale. Em "Magic Bullet", depois da escola, Stiles estava prestes a sair em seu Jeep quando, de repente, um Derek pálido e de aparência doentia (que havia sido baleado com uma bala de Wolfsbane na noite anterior por Kate Argent) apareceu na frente dele. Enquanto Scott vai a casa dos Argents para buscar uma para para salvar Derek, Stiles fica cuidando dele. Stiles, preocupado, pergunta a Derek se ele estava morrendo, e Derek da a entender que estaria se Scott não conseguisse a "bala mágica" a tempo. Quando Derek e Stiles chegaram à clinica veterinária para se esconder, Scott encontrou a bala e descobriu que o acônito dentro era uma forma rara conhecida como Nordic Blue Monkshood, forçando-o a roubar a bala para curar Derek. Em "Heart Monitor", Stiles ajuda Scott a se controlar com um monitor de frequência cardíaca, que ele roubou de seu treinador.
Em "Night School", Stiles e seus amigos ficam presos na escola, mas não antes de Stiles ajudar Scott a convocar o Alfa. Em "Lunatic", depois de saber que Scott ficou com Lydia, Stiles tem prazer em prender Scott na lua cheia. O pai de Alison, Chris Argent, se pergunta se Stiles é ou não o segundo Beta que eles estavam caçando. Em "Wolf's Bane", Stiles ajuda Derek a se esconder da polícia e dos caçadores. Ele e Derek logo descobrem quem é o Lobisomem Alfa. Em "Co-Captain", Stiles ajuda Scott a impedir o encontro da mãe de Scott, Melissa, com Peter Hale, o recém-revelado Lobisomem Alfa que pretendia transformá-la para ganhar a lealdade de Scott. Em "Formality", Allison convence Lydia que vá ao Baile de Inverno como o par de Stiles. Em "Code Breaker", Stiles ajuda Peter a encontrar Derek. Peter oferece a ele a mordida, mas Stiles se recusa. Stiles e Jackson se unem para ajudar Scott, mas são interrompidos por Chris Argent, que os questiona. Chegando à casa dos Hale no meio da luta de Scott com o Alfa, Stiles joga um coquetel Molotov no Peter transformado, que acaba sendo incendiado após Allison atirar uma flecha nele.

### Segunda temporada
Em "Omega", Stiles, Scott e Allison vão procurar Lydia, que desapareceu do hospital. Em "Shape Shifted", Stiles propositalmente joga papel na cabeça do Sr. Harris como uma maneira de tirar ele e Scott da aula para tentar encontrar Isaac, um lobisomem recém-transformado. Quando Isaac é preso, Derek, Stiles e Scott tentam resgatá-lo da lua cheia daquela noite. Durante o episódio "Ice Pick", quando Erica, descobre que Stiles está tentando impedi-los de transformar Boyd, ela pega uma parte do motor de seu Jeep e o nocauteia antes de jogá-lo em uma lixeira. Em "Abomination", Stiles tenta encontrar o "bestiário" no escritório de Gerard Argent, mas é pego por Erica e depois é encurralado pelo Kanima enquanto tenta manter Derek vivo. Em "Venomous", quando Derek acredita que Lydia seja o Kanima, Stiles tenta o seu melhor para manter Lydia viva. E mais tarde é atacado por Isaac na casa de Scott McCall. Em "Frenemy", quando Stiles e Scott descobrem que Jackson é o Kanima, eles o trancam em uma van de transporte da prisão que roubaram da delegacia do xerife. Em "Raving", quando o grupo decide montar uma armadilha para o Kanima e seu mestre, Stiles monta um círculo de cinzas de montanha ao redor do armazém. Mais tarde, é ele quem interroga o mestre através do Jackson sedado.
Em "Party Guessed", quando ninguém aparece na festa de aniversário de Lydia, Stiles chama suas amigas drag queen. Ele então alucina, após ser envenenado com acônito, e vê seu pai gritando com ele e o acusando de ter causada a morte de sua mãe. Em "Fury", Stiles tenta convencer seu pai de que Matt é o assassino e que eles precisam examinar as provas na delegacia. Quando eles estão na delegacia, Matt aparece e mantém todos sob a mira de uma arma. Depois que Derek chega, ele e Stiles acabam ficando paralisados por Jackson. Em "Battlefield", Stiles explica à Sra. Morrell que ele não está dormindo. Ele sofre de um medo constante e avassalador de que algo terrível esteja prestes a acontecer. Ele confessa a Scott que se sente impotente depois de ter que assistir enquanto Matt batia na cabeça de seu pai. Após o seu primeiro jogo de lacrosse, ele acaba desaparecendo. No episódio "Master Plan", é revelado que os caçadores o sequestraram e o prenderam com Boyd e Erica. Após apanhar de Gerard, ele é liberado. E quando ele chega em casa, ele tem uma conversa com seu pai que diz a ele que quando tudo parecia perdido, ele era o "herói" e ajudou a salvar o dia, embora ele se referisse ao lacrosse. Em seguida Stiles vai com Lydia ao armazém para ajudar a salvar Jackson.

### Terceira temporada

#### Primeira parte
Em "Chaos Rising", Stiles leva Scott para uma festa de aniversário de sua amiga de infância Heather. Quando chegam na festa ela o leva para a adega, onde eles podem ficar sozinhos, já que ela quer fazer sexo com ele. Quando ele a deixa sozinha para ir buscar um preservativo no andar de cima, ela é atacada e desaparece. Já em "Fireflies", Lydia Martin chama Stiles para uma cena de assassinato na piscina pública. Mais tarde, eles percebem que seu estado de fuga antes de encontrar o corpo é semelhante ao que aconteceu quando Peter Hale estava em sua cabeça. Melissa McCall leva Stiles ao hospital para examinar as feridas da última vítima de homicídio, onde ela mostra o corpo de Heather, o que o leva às lágrimas e o faz perceber que o assassino está mirando virgens. Em "Unleashed', ele descobre que o assassino não está indo atrás apenas de virgens, mas também de outras pessoas e também descobre que Deaton é um druida. Em "Motel California", ele ajuda Allison e Lydia a impedir que Boyd, Isaac, Ethan e Scott cometam suicídio depois de sofrerem alucinações após terem sido envenenados com acônito. Stiles relutantemente traz sua teoria de que Lydia pode estar conectada a todos os eventos malucos, já que é muito semelhante ao momento em que ela envenenou todos em sua festa de aniversário. No dia seguinte, Lydia percebe que o Darach fez com que isso acontecesse, com a intenção de usar os lobisomens como sacrifícios. Em "Visionary", Stiles está procurando Derek e pede ajuda a Cora Hale e Peter, eles acabam contando para Stiles uma longa história sobre como os olhos de Derek passaram de amarelo para azul. Em "The Girl Who Knew Too Much", depois que uma policial é morta pelo Darach, ele é forçado a contar a seu pai sobre o sobrenatural. Mais tarde, ele assiste impotente enquanto o Darach ataca e sequestra seu pai. Enquanto preso no hospital com o Darach e a alcateia dos Alpas, durante "The Overlooked", Stiles traz Cora de volta à vida com respiração boca a boca. Mais tarde, ele percebe que os alvos "Guardião" do Darach são os pais e implora a Scott que não se junte a Deucalion.
Durante "Alpha Pact" e "Lunar Ellipse", Stiles se junta a Lydia para procurar pistas que possam levá-lo ao pai. Eles descobrem que Lydia estava desenhando o Nemeton, mas não conseguem encontrar ninguém que se lembre de onde está localizado. Stiles, Lydia, Allison e Isaac se juntaram a Deaton na Clínica Veterinária enquanto tentam descobrir como encontrar o Nemeton. Deaton diz que pode haver uma maneira de fazer isso, mas que é perigoso e que eles precisarão de Scott. E quando estão todos juntos ele explica que Scott, Stiles e Allison servirão como "sacrifícios substitutos" para seus pais, e isso significa que os três estarão mortos por alguns segundos antes que Deaton os traga de volta. Com isso suas mortes sobrecarregarão o Nemeton e atrairão criaturas sobrenaturais para Beacon Hills. Stiles concorda em morrer por seu pai, mas Deaton diz que morrer terá um impacto pessoal nos três. Eles ficarão com uma "escuridão ao redor de seus corações" permanente. O sacrifício é feito com os três sendo mantidos debaixo d'água até que estejam aparentemente mortos, mas a pessoa que segura cada um também deve ser capaz de puxá-los de volta, significando algum tipo de ligação emocional – no caso de Stiles é Lydia que o mantém em baixo d'água. Stiles, Scott e Allison acordam em suas banheiras de metal cheias de água. Eles estão em uma grande sala branca, e então saem das banheiras e percebem, no que parece ser o centro da sala, um grande toco de árvore se projetando do chão – o Nemeton. Quando eles acordam, são informados pelo Dr. Deaton que estão ficaram na água por 16 horas e agora têm apenas 4 horas antes do nascer da lua. Após isso, ele vai para sua casa para pegar algo para ele cheirar, a fim de rastrear o cheiro do xerife. Quando Stiles está dirigindo em direção ao seu encontro com Scott e os outros na Reserva de Beacon Hills, ele bate em uma árvore e fica sangrando e inconsciente, mas após acordar ele chega bem a tempo de salvar seu pai e os outros sequestrados.

#### Segunda parte
Em "Anchors", Stiles sente as consequências de seu "sacrifício" e começa a alucinar, sofrendo de paralisia do sono e dislexia parcial. Em "More Bad Than Good", depois de ser tranquilizado por Lydia de suas habilidades de decifrar quebra-cabeças sem instruções e ajudar seu pai a reunir Malia Tate com seu pai, Stiles recupera sua confiança e sua dislexia é curada. Em "Galvanize", Stiles e Lydia rastreiam William Barrow e descobrem sua vítima. Em "Illuminated", Stiles descobre que supostamente foi ele quem deixou a mensagem codificada no quadro-negro do laboratório de química para Barrow matar Kira Yukimura. Em "Silverfinger", ele volta para a sala de química com Scott, mas a escrita no quadro-negro não está mais lá, e a chave extra no seu chaveiro também desapareceu. Ele vai ao hospital e explica seus sintomas para a mãe de Scott, que lhe dá um sedativo. Quando ele acorda, ele vagueia pelos corredores do hospital até ser confrontado pelos Oni. Nesse momento é revelado ao público que Stiles foi possuído pelo Nogitsune, uma criatura que se alimenta de dor, conflito e tragédia, pois ele se recusou a ser "marcado" pelo Oni e destruiu três dos cinco. Em "Riddled", durante um período de sonambulismo, ele vê a si mesmo e a forma espiritual do Nogitsune em um porão que tem o kanji japonês (己) esculpido em uma parede. O espírito da kitsune sombria se comunica com Stiles em suas visões perguntando o enigma: "Todo mundo tem, mas ninguém pode perdê-lo", que Stiles, aterrorizado, acaba resolvendo como uma "sombra". Stiles percebe que está possuído pelo Nogitsune quando o demônio assume seu rosto.
Em "Letharia Vulpina", sob o controle do Nogitsune, Stiles desencadeia uma série de armadilhas que deixa inocentes feridos e mortos, incluindo Isaac sendo induzido ao coma, mas o domínio do Nogitsune sobre Stiles é temporariamente quebrado quando Deaton o envenena com uma injeção de letharia vulpina, ou 'líquen de lobo'. Em "Echo House", Stiles com a percepção de que ele é perigoso e para evitar que o Nogitsune prejudique qualquer outra pessoa, ele se internou na Eichen House, e lá consegue evitar que o Nogitsune volte à sua cabeça, mantendo-se acordado com anfetaminas fornecidas por Marin Morrell. Ele vê que Malia Tate também está internada lá. Stiles desenvolve suspeitas sobre outra interna, Meredith Walker. Stiles também reconhece o porão como o mesmo de seu sonho. Com a ajuda de Malia, Stiles entra no porão. Stiles explica sua situação para Malia, onde eles se unem por causa de seus terríveis dilemas, e eventualmente, se beijam e começam a fazer sexo. Atrás da parede oca, eles encontram o corpo físico do Nogitsune, mas são pegos por Oliver, que nocauteia Malia e prende Stiles. O Nogitsune conseguiu entrar na cabeça de Oliver. Stiles desiste de sua luta com o Nogitsune, e deixa o espírito sombrio dominá-lo para que ele poupe a vida de Malia. Em "De-Void", Void Stiles engana Allison, Derek, Sheriff Stilinski e Chris para irem ao loft de Derek para protegê-lo dos Oni. Durante o ataque, Void Stiles retorna à Eichen House e confronta a mãe de Kira, Noshiko, sobre por que ela esculpiu o kanji para "Eu" na parede. Ela diz que significa que seu antigo interesse amoroso, Rhys, morreu como ele mesmo e não como o Nogitsune. Void Stiles pergunta o que aconteceu com Noshiko que clamou por caos, conflito e dor para descer sobre todos e tudo. Noshiko diz que não quer mais isso. Void Stiles responde que sim e arrebata sua adaga, sua última "cauda", e corta o estômago de Stiles, liberando um enxame de moscas que passam a possuir todos os lobisomens em Beacon Hills para decretar vingança. Stiles é mais tarde encontrado inconsciente por Lydia e Aiden e é levado para a casa de Scott. Depois de sufocar Aiden, Void Stiles é paralisado com veneno de Kanima fornecido pelo Dr. Deaton. Com a ajuda de Lydia e Peter, Scott entra na mente de Void Stiles e finalmente consegue separar Stiles do Nogitsune. O que parece ser o Nogitsune coberto de bandagens, Scott o desmascara e acaba sendo o verdadeiro Stiles. Eles olham para trás e para o Nogitsune e vêem que ele e Lydia se foram.
Em "Insatiable", a seu próprio pedido, ele faz Noshiko convocar dois de seus Oni perto dele para garantir que ele esteja totalmente curado, e eles o "marcam" com sucesso. Depois de abraçar seu pai, Stiles faz o xerife ir à Eichen House para encontrar Meredith Walker, que ele suspeita ser uma Banshee como Lydia. Apesar de estar livre do Nogitsune, Stiles mostra-se em constante dor interna e congelamento. Depois de serem informados da localização atual de Lydia em Oak Creek, eles correm para salvá-la. Stiles deixa Scott saber que ele não se importa em morrer, por causa de todas as coisas que ele fez sob o controle do Nogitsune, ninguém mais vai morrer por causa dele. Stiles e Scott localizam Lydia com sucesso, infelizmente Allison é morta pelos Oni, que agora são controlados pelo Nogitsune. Em "The Divine Move", Stiles está enfraquecido e é ajudado por Lydia. Eles entram na escola e ficam imediatamente na ilusão de um jardim no inverno, lançado pelo Nogitsune. Enquanto Kira e Scott estão lutando contra os Oni, o Nogitsune tentou convencer Stiles a se matar para salvar seus amigos e familiares. Stiles percebe que tudo é apenas uma ilusão, e os quatro saem da ilusão e entram na escola ilesos, onde o Nogitsune então nocauteia Scott e Kira e tenta matar Lydia e Stiles. Scott então morde o Nogitsune (uma mordida de um Alfa pode transformá-lo em um lobisomem) porque ele não pode ser uma raposa e um lobo. Kira então o empala com uma katana a verdadeira forma do Nogitsune enquanto uma mosca voa para fora do Void Stiles, mas é presa por uma caixa feita do Nemeton por Issac. Void Stiles, então começa a rachar e se transforma em pó. Stiles é visto pela última vez na temporada com Scott e Malia, quando Scott está treinando Malia como usar suas habilidades sobrenaturais.

### Quarta temporada
Em "The Dark Moon", Stiles viaja para o México para tentar comprar a liberdade de Derek dos Calaveras, apenas para descobrir mais tarde que os Calaveras não estão com ele. Em "117", Stiles tenta ajudar o jovem Derek, e mais tarde testemunha como Kate ajuda o jovem Derek a escapar pela janela do quarto. Em "Muted", ele e Scott acidentalmente machucaram Liam durante os testes de lacrosse. Em "The Benefactor", ele ajuda Scott em seu plano de sequestrar e amarrar Liam. Ele também ajuda quando Scott tenta ajudar Liam em sua primeira lua cheia.

Stiles sendo ameaçado de morte pelo Químico. ("Weaponized")

Em "Orphaned", ele vai para Meredith em busca de ajuda junto com Lydia e Parrish. Em "Weaponized", ele está na escola durante a quarentena e é ameaçado de ser morto pelo Químico, caso ele não conte onde seus amigos estão escondidos. Mais tarde, ele diz a Scott a cura para a doença que foi iniciada pelo Químico para infectar os sobrenaturais. Malia também descobre que Stiles mantive a verdade de que ela é a filha de Peter Hale em segredo e sai em silêncio quando ele chega no cofre dos Hale. Em "Time of Death", Stiles ajuda com o plano do bando de fingir a morte de Scott para descobrir a identidade do Benfeitor. Durante o plano que ocorreu no hospital, Stiles trabalhou com Chris e teve de testemunhar uma reunião de família entre Chris e sua irmã Kate, que queria o corpo de Scott, mas foi negado por Chris. Depois de voltar para casa, ele encontra Malia o esperando em seu quarto. Malia o informa que visitou Peter, e foi informada de que sua mãe está viva.
Em "Perishable", Stiles está com seu pai no hospital depois que o acidente do xerife foi baleado no ombro na delegacia. Stiles confronta seu pai sobre as contas não pagas, especialmente a da casa de Eichen, mas o xerife responde com raiva a Stiles sobre não mexer em suas coisas e como, como pai, ele se preocupa, e não o contrário. Stiles o corrige dizendo que eles deveriam cuidar um do outro, o que seu pai calmamente concorda antes de sucumbir à morfina. Mais tarde, ele ajuda Lydia a descobrir outra parte da lista dos sobrenaturais, depois de ouvir a história sobre a avó de Lydia, Lorraine Martin. Os dois então vão para a casa de Eichen para saber mais sobre a avó de Lydia e lá são atacados por Brunski. Ele tenta matar os dois, mas eles são salvos por Jordan Parrish. Após a morte de Brunski, Meredith Walker revela estar viva e que é o Benfeitor. Em "Monstrous", Stiles com Malia ao seu lado vai para a casa do lago para desligar a lista, que está sendo executada lá por um computador especial que pertenceu à avó de Lydia. Com a ajuda de Lydia via celular, Stiles encontra a chave do computador e eles o usam para desliga-lo e acabar com a lista.
Em "A Promise to the Dead", o xerife informa a Stiles e Malia que eles foram inocentados de sua dívida com a Eichen House como um pedido de desculpas por seu chefe tentar matar Stiles e Lydia. Na noite de um grande jogo de lacrosse, Derek informa aos Stilinskis que Scott e Kira estavam em um encontro mais cedo em seu apartamento e agora os dois estavam desaparecidos. Mais tarde, Deaton liga para todo o bando e diz que Scott e Kira foram levados para o México por Kate Argent. Em "Smoke and Mirrors", Stiles e seu pai discutem na delegacia sobre ir ao México para resgatar Scott e Kira, o que seu pai o proíbe de fazer porque ele quer seguir o protocolo policial, dizendo que se nada acontecer, ambos irão juntos. Stiles sabendo que será tarde demais desafia seu pai e viaja com a matilha para o México na noite de lua cheia. Mais tarde, ele liga para seu pai, dizendo que Lydia está desaparecida e que ele tem que resgatá-la de um dos Berserkers de Kate, o que o xerife faz. Stiles testemunha a luta entre Scott e Peter depois que Scott se liberta de ser convertido em um Berserker, onde ele vê Scott prevalecer e nocauteia Peter. Quando ele retorna a Beacon Hills, ele é recebido calorosamente por seu pai, apenas para ser algemado a uma mesa pelo xerife. O xerife então sai com Malia para comer uma pizza, enquanto Stiles pede que eles tragam a uma fatia para ele. Stiles é visto mais tarde na escola com Scott, onde ambos ouvem a explicação de Liam para Bobby Finstock sobre por que eles estavam ausentes do jogo. O treinador imediatamente não acredita neles e ordena que os três comecem a cuidar um do outro a partir de agora.

### Quinta temporada
Em "Creatures of the Night", Stiles elabora um plano sobre o que todos farão após o ensino médio para garantir que o grupo não se separe após a formatura. Em "Parasomnia", Stiles fica obcecado por que Theo Raeken não parece confiável para se tornar parte do bando. Ele também percebe que seu pai não usa mais sua aliança de casamento. em "Dreamcatchers", ele recebe informações de Braeden sobre a Loba do Deserto. Em "Condition Terminal", Stiles investiga possíveis quimeras em Beacon Hills e depois é atacado por Donovan. Em "A Novel Approach", Stiles mata Donovan em legítima defesa e fica perturbado. Na Eichen House, Stiles e Lydia visitam o Dr. Valack para obter respostas sobre os Dread Doctors. Em "Required Reading", depois de ler o livro The Dread Doctors, ele lembra que a demência de sua mãe a fez acreditar que Stiles, de 10 anos, queria matá-la. Mais tarde, Josh Diaz o ataca no telhado do hospital, mas ele é resgatado por Theo. Em "Strange Frequencies", Stiles e Theo tentam identificar a pessoa que roubou os corpos da quimera e o jipe de Stiles é capotado por Jordan Parrish. Em "Ouroboros", Stiles continua a mentir sobre a noite em que Donovan morreu. Ele mente para o pai sobre a perda do cartão de identificação/chave da escola. Ele descobre que Parrish está levando os corpos das quimeras. Em "Lies of Omission", Ele e Lydia procuram o Nemeton, mas não conseguem encontrá-lo. Scott fica sabendo da morte de Donovan e confronta Stiles. Em "Status Asthmaticus", Stiles está prestes a contar a seu pai sobre Donovan quando Parrish escapa da cela em que estava, e, enquanto o segue, confronta Theo. Stiles é provocado por Theo com as mentiras que ele contou ao xerife sobre a morte de Donovan.
Em "The Last Chimera", Com seu pai morrendo, Stiles procura Theo para obter respostas. Mais tarde, relutantemente, ele se une a Scott e Malia para rastrear Noah Patrick para ajudar a salvar a vida de seu pai. Em "Damnatio Memoriae", após o incentivo de seu pai, Stiles retorna a Scott e eles descobrem que a nova quimera é na verdade um ser ressuscitado. Em "Codominance", ele e Scott viajam para o Novo México para recuperar Kira Yukimura, e ele conta a Scott todos os detalhes sobre a morte de Donovan. Em "The Sword and the Spirit", Stiles visita Lydia na Eichen House e decide formar um plano para tirá-la de lá roubando um cartão-chave. Em "Amplification", depois de encontrar Lydia, ele é forçado a sair quando Valack vem interrogá-la. Ele ouve e observa o ataque de Theo e a invasão de Parrish. Em "Lie Ability", Stiles relutantemente trabalha com Theo para resgatar Lydia do Dr. Valack. Em "A Credible Threat", ele participa do jogo de lacrosse para caridade onde ele, Scott e Liam tentam evitar um ataque da Besta. Em "Maid of Gévaudan", Stiles, junto com Hayden, ajudou a trazer Liam para a escola, onde o colocaram em cima de uma mesa em uma sala de aula vazia para que pudessem tratar os ferimentos graves que ele sofreu em sua batalha contra a Besta de Gevaudan.
Em "The Beast of Beacon Hills", Stiles é informado por Malia e Braeden que a Loba do Deserto está vindo atrás dele também. No entanto, quando Stiles sugeriu que ele deveria ter uma arma para se defender, Braeden imediatamente insistiu que ela não daria uma arma a ele. Quando descobrem que os Médicos do medo levaram Mason, Stiles e os outros imediatamente colocaram seus planos em ação. Em "Apotheosis", enquanto Stiles está saindo do hospital, Scott lhe entrega um recipiente e diz para ele se certificar de que chegue a Malia. Ao chegar na casa de Scott, Corrine aponta uma arma para ele, mas Malia o empurra para fora do caminho. Stiles se levanta e ataca a Loba do Deserto, mas ele é jogado no chão e esfaqueado com um caco de vidro. Ele entrega o pacote que Scott deu a ele mais cedo, com as garras de Belasko, para Malia. Que pode roubar os poderes da Loba do Deserto. Uma vez que a Loba do Deserto foi presa, a Besta foi morta e Mason voltou ao seu estado normal, Stiles foi visitar o xerife que estava muito orgulhoso do papel de Stiles em ajudar a salvar a cidade e apontou que ajudar seus amigos e concidadãos deve ter sido muito bom, e embora Stiles tenha dito que foi por um tempo, ele admitiu que não durou muito. Isso levou o xerife a sugerir que, se Stiles quisesse continuar se sentindo bem em fazer a diferença, ele prosperaria em sua futura carreira na aplicação da lei, implicando que Stiles se juntaria à força policial depois de se formar no ensino médio.

### Sexta temporada
Em "Memory Lost", determinado a encontrar os pais de um menino, Stiles encontra os Cavaleiros Fantasmas, que o apagam das memórias de sua família e amigos e depois o levam embora. Em "Superposition", Stiles é ouvido na mente de Lydia quando seu subconsciente revive a memória de Stiles sendo levado pelos Cavaleiros Fantasmas. Em "Radio Silence", Stiles faz várias tentativas de escapar da estação de trem, com cada tentativa tão malsucedida quanto a última. Ele consegue entrar em contato com Scott e Lydia através de um velho rádio amador. Ele lhes diz para encontrar Canaã. Em "Memory Found", Stiles aparece em vários flashbacks quando Scott e Malia entram na câmara de resfriamento, e Lydia sofre hipnose. É então que uma brecha é criada e a partir disso, alguém aparece. Em "Riders on the Storm", Stiles retorna assim que Garrett Douglas começa a fundir o limbo dos Cavaleiros Fantasmas com o mundo real. Ele se reúne com seus amigos, declara seu amor por Lydia e fala em ir para a faculdade na Universidade George Washington em Washington D.C.
Em "Said the Spider to the Fly", Stiles deixou uma mensagem para Scott depois de chegar em Quantico, Virgínia, para seu primeiro dia de estágio no FBI. Depois de discutir brevemente sua empolgação, Stiles, que sabia que Scott ficaria em conflito sobre ir para a faculdade, pediu que ele parasse de pensar se Beacon Hills poderia ou não sobreviver sem ele e simplesmente sair e começar sua nova vida. Na orientação para seu estágio, Stiles não perdeu tempo irritando o professor fazendo muitas perguntas ansiosamente. No entanto, Stiles estava prestes a tomar um gole de água de sua garrafa quando viu imagens de vídeo do "unsub" que eles estariam rastreando – Derek Hale, que eles acreditavam ser um assassino em massa – e cuspiu sua água por toda parte em sua mesa de surpresa. Em "The Wolves of War", ele retorna a Beacon Hills com Derek depois de resgatá-lo da caçada do FBI por ele e fornece a cinza da montanha que é usada para destruir o Anuk-Ite.

## Caracterização

### Escalação
Em sua primeira audição para o elenco da série O'Brien deveria interpretar Scott, mas depois de ler o roteiro, ele preferiu fazer um teste para o papel de Stiles. Depois de quatro audições, ele foi escalado, e começou a desempenhar o papel em 2010. Em dezembro de 2010, ele oficialmente apresentado como membro do elenco principal da série.

### Nome
O nome do personagem foi, durante anos, fonte de confusão e disputa. A publicidade inicial da série o identificou como "Stan Stilinsky", assim como a lista do elenco do episódio piloto "Wolf Moon" no IMDb. Durante o episódio "The Tell", uma foto muito breve de seus registros escolares mostrou seu sobrenome escrito "Stilinski". A MTV também usou isso como o nome do personagem em seu site. Para complicar ainda mais a questão do sobrenome de Stiles, é o fato de que seu pai foi identificado como "Xerife Stilinsky" em todas as listas de elenco dos episódios, a lista de elenco principal do programa e em grande parte da publicidade em torno do programa. Em "Formality" vemos, pela primeira vez, o crachá no uniforme do xerife que diz "Stilinski". Listas posteriores do elenco têm o nome do personagem simplesmente como "Stiles' e esse é o apelido que todos os personagens usam ao se dirigir a ele no programa. Durante o episódio "The Tell" da primeira temporada, o treinador Bobby Finstock zombou do primeiro nome de Stiles. Ele disse que se tratava de abuso infantil. A piada foi revivida na terceira temporada durante o episódio "Riddled", quando o médico que realizou a ressonância magnética diz que não tem certeza de como pronunciar o primeiro nome de Stiles ou acredita que seja um erro de ortografia.
Em agosto de 2013, durante o The Fantastic Show, Jeff Davis disse: "Muitas pessoas pensam que ele não tem um primeiro nome, que eu não sei o que é, mas eu tenho... e é muito difícil pronunciar ." Ele se recusou a revelar o nome dizendo "Talvez no último episódio da nossa série... o final da série talvez."
No episódio "Ouroboros" da quinta temporada, uma carteira de estudante mostrava o nome "M. Stilinski", isso foi reforçado na tela por uma hashtag sugerida pela MTV #MStilinski. No episódio "Superposition" da sexta temporada, a escrita automática de Lydia da palavra "Mischief" cria uma imagem de nuvem de palavras das letras "S T I L E S". O criador de Teen Wolf, Jeff Davis, diz que isso era "uma pista, é uma pista definitiva" e "essa palavra não foi escolhida aleatoriamente".
Em entrevista a Entertainment Weekly o showrunner de Teen Wolf, Jeff Davis, falou sobre a inspiração para o nome de Stiles, declarando: "Eu estava procurando um nome polonês que fosse incrivelmente difícil de soletrar e pronunciar. Mieczyslaw soava como 'travessura' – em inglês. Parecia uma palavra perfeita para descrever Stiles. Tanto como uma criança travessa quanto como um adulto igualmente malcomportado".

### Personalidade
A personalidade de Stiles é descrita com mais precisão como ansiosa, hiperativa e curiosa. Ele é um notório leitor de livros que se destaca em juntar pistas e descobrir mistérios, como o fato de Scott ter se tornado um Lobisomem, a identidade do primeiro mestre do Kanima e o fato de um Druida das Trevas estar por trás dos sacrifícios humanos que estavam ocorrendo em Beacon Hills. Desde que tomou conhecimento do mundo sobrenatural, a ansiedade social e generalizada de Stiles só piorou, especialmente após a morte de sua amiga Allison Argent, porque ele teme ter que lidar com a perda de mais amigos ou familiares como resultado de seus inimigos sobrenaturais. Por causa dessa ansiedade, Stiles muitas vezes pode ficar tão sobrecarregado pelo trauma, que ele ataca fisicamente e verbalmente aqueles ao seu redor, sejam eles amigos ou inimigos.
Apesar da ansiedade de Stiles e suas reações cada vez mais violentas às más notícias, Stiles é uma pessoa muito leal que faria qualquer coisa para proteger seus entes queridos, mesmo que isso significasse desistir de sua vida para fazê-lo. Isso só aumentou desde que ele foi possuído pelo Nogitsune, porque a quantidade de prazer que ele tirou de ser poderoso e no controle o deixou assustado e envergonhado de sua natureza mais sombria, empurrando-o para fazer o bem para compensar isso e garantir que ninguém mais se machuque por causa de suas ações, mesmo que isso signifique que ele tenha que morrer para fazê-lo. Stiles é lento para confiar nas pessoas, mas uma vez que ele se aquece e a pessoa ganha sua confiança, ele se torna muito próximo a eles e fará o que tiver que fazer para protegê-los e garantir sua segurança, como evidenciado por seus relacionamentos com Derek Hale, Kira Yukimura e Liam Dunbar; ele suspeitou deles quando os conheceu, mas, com o tempo, ele os aceitou como seus entes queridos e faria qualquer coisa para ajudá-los, assim como faria com seu pai ou Scott, as duas pessoas que ele mais ama.

## Recepção

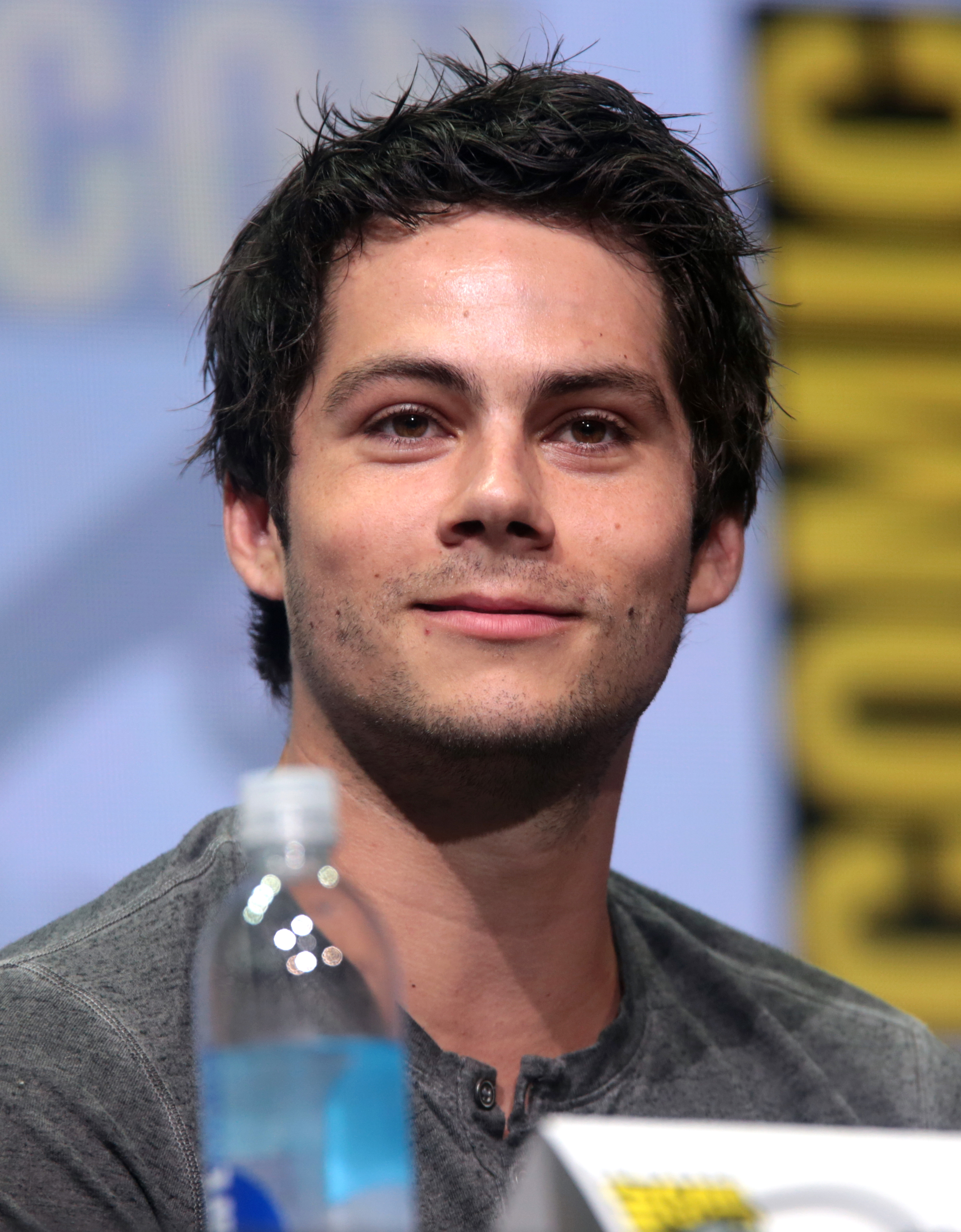
Retratar Stiles elevou o perfil artistico de Dylan O'Brien.

Após a introdução inicial do personagem em Teen Wolf, o personagem se tornou incrivelmente popular entre os fãs, como o desempenho de O'Brien rapidamente se tornando um destaque para os espectadores da série, proporcionando ao ator seu primeiro grande destaque aos holofotes. O personagem rendeu a O'Brien vários elogios e indicações, bem como a chance de encabeçar a franquia The Maze Runner em um momento em que as adaptações distópicas tinham um lugar considerável nas bilheterias. Refletindo sobre seu estrelato inicial com a série – em entrevista para a Bustle – o ator admitiu que foi assustador no início, pelo fato de que as pessoas estavam chegando até ele, de repente, pedindo para tirar fotos com ele.
Por seu papel como Stiles Stilinski, Dylan O'Brien foi consagrado com um Choice TV Villain no Teen Choice Awards de 2014, embora o premio tenha sido dado pela variante do personagem, Void Stiles/O Nogitsune. No Teen Choice Awards de 2015 ganhou na categoria Ladrão de Cena, e novamente no ano seguinte na categoria Choice Summer TV Actor na mesma premiação, já na edição de 2017 da premiação ele foi consagrada com Melhor Ator de TV de Ficção Científica/Fantasia. Carrie Raisler em sua resenha da terceira temporada para o AV Club, se referiu a O'Brien como o membro do elenco mais talentoso da série. E que a razão pela qual esta história realmente funciona – e a razão pela qual a temporada como um todo tem melhorado tanto – é o trabalho impecável de Dylan O'Brien. Ela ainda declarou: "Embora seja apenas o melhor amigo humano do lobisomem adolescente titular, Scott (Tyler Posey), O'Brien tem sido há muito tempo o lobisomem de Teen Wolf. A arma não tão secreta, igualmente capaz de proporcionar alívio cômico e momentos dramáticos emocionais. Raramente uma liderança secundária se tornou tão importante para o próprio tecido de uma série como O'Brien se tornou aqui, e ele aproveita ao máximo seu papel expandido na terceira temporada, mergulhando nas facetas suculentas e roedoras de cenários do vilão Nogitsune tão voluntariamente quanto o terror emocionalmente exausto da deterioração mental de Stiles.